# Zelusia
Zelusia is een geslacht van haften (Ephemeroptera) uit de familie Baetidae.

## Soorten
Het geslacht Zelusia omvat de volgende soorten:
- Zelusia principalis